# Deraeocoris flavilinea
Deraeocoris flavilinea är en insektsart som först beskrevs av A. Costa 1862.  Deraeocoris flavilinea ingår i släktet Deraeocoris, och familjen ängsskinnbaggar. Arten är reproducerande i Sverige.

## Bildgalleri

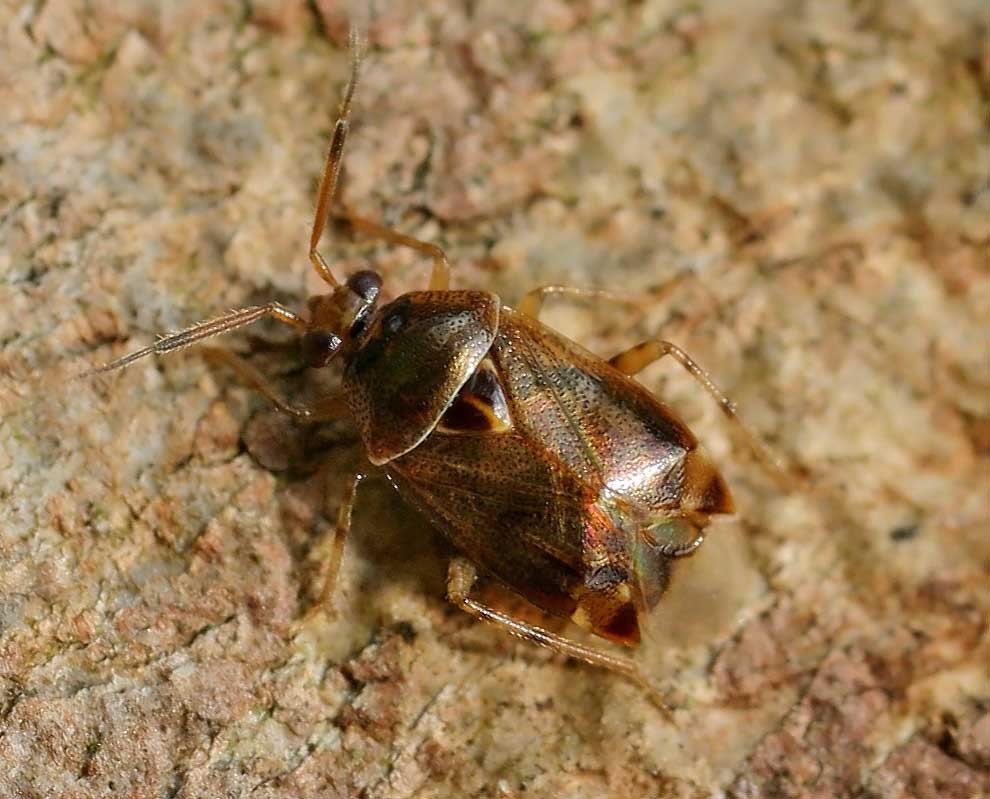